# Episodi di Top Secret (terza stagione)
La terza stagione della serie televisiva Top Secret, composta da 22 episodi, è stata trasmessa negli Stati Uniti dal 23 settembre 1985 al 12 maggio 1986 sul canale CBS.
In Italia è stata trasmessa da Canale 5.
| nº | Titolo originale                  | Titolo italiano                   | Prima TV USA      | Prima TV Italia |
| -- | --------------------------------- | --------------------------------- | ----------------- | --------------- |
| 1  | A Lovely Little Affair            | Un affaruccio delizioso           | 23 settembre 1985 |                 |
| 2  | We're Off to See the Wizard       | L'affare Oz                       | 30 settembre 1985 |                 |
| 3  | Over the Limit                    | Il pescecane                      | 7 ottobre 1985    |                 |
| 4  | Tail of the Dancing Weasel        | Kolinsky e la donnola danzatrice  | 14 ottobre 1985   |                 |
| 5  | Welcome to America, Mr. Brand     | Benvenuto in America signor Brand | 21 ottobre 1985   |                 |
| 6  | Sour Grapes                       | L'uva acerba                      | 28 ottobre 1985   |                 |
| 7  | Utopia Now                        | Nuova utopia                      | 4 novembre 1985   |                 |
| 8  | Reach for the Sky                 | Mani in alto                      | 11 novembre 1985  |                 |
| 9  | J. Edgar's Ghost                  | Il fantasma di J. Edgard          | 18 novembre 1985  |                 |
| 10 | Flight to Freedom                 | Fuga per la libertà               | 25 novembre 1985  |                 |
| 11 | The Wrong Way Home                | Il capro espiatorio               | 2 dicembre 1985   |                 |
| 12 | Fast Food for Thought             | Doppia salsa mortale              | 16 dicembre 1985  |                 |
| 13 | One Bear Dances, One Bear Doesn't | Un orso balla, un altro no        | 6 gennaio 1986    |                 |
| 14 | Playing for Keeps                 | Una partita pericolosa            | 13 gennaio 1986   |                 |
| 15 | The Pharaoh's Engineer            | Codice Piramide                   | 20 gennaio 1986   |                 |
| 16 | The Triumvirate                   | Il triumvirato                    | 10 febbraio 1986  |                 |
| 17 | The Eyes Have It                  | A me gli occhi                    | 17 febbraio 1986  |                 |
| 18 | Wrong Number                      | Spia contro spia                  | 3 marzo 1986      |                 |
| 19 | The Boy Who Could Be King         | Il principe ereditario            | 10 marzo 1986     |                 |
| 20 | Dead Men Leave No Trails          | I morti non lasciano tracce       | 31 marzo 1986     |                 |
| 21 | Three Little Spies                | Tre piccole spie                  | 7 aprile 1986     |                 |
| 22 | All the World's a Stage           | Intrigo sul palcoscenico          | 12 maggio 1986    |                 |

## Un affaruccio delizioso
- Titolo originale: A Lovely Little Affair
- Diretto da: Harvey S. Laidman
- Scritto da: Eugenie Ross-Leming e Brad Buckner

### Trama
La sorella di un noto restauratore è stata rapita; un caso spinoso per Lee ed Amanda, soprattutto dopo che il rapitore chiede all'uomo di commettere un crimine.

## L'affare Oz
- Titolo originale: We're Off to See the Wizard
- Diretto da: James Fargo
- Scritto da: Eugenie Ross-Leming e Brad Buckner

### Trama
I sospetti sull'uccisione di alcune spie ricadono su Paul Barnes, spia conosciuta come 'il Mago'. Ma non tutto è come sembra e Amanda e Lee se ne accorgeranno presto.

## Il pescecane
- Titolo originale: Over the Limit
- Diretto da: Alan Cooke
- Scritto da: Eugenie Ross-Leming e Brad Buckner

### Trama
Alta tensione nella baia di Chesapeake, dove lo scontro duro tra una compagnia che pesca violando le leggi e i pescatori di zona porta a un misterioso omicidio.

## Kolinsky e la donnola danzatrice
- Titolo originale: Tail of the Dancing Weasel
- Diretto da: Alan Cooke
- Scritto da: Eugenie Ross-Leming e Brad Buckner

### Trama
Un agente americano al servizio dei russi, introducendosi negli archivi del Dipartimento di Stato, riesce a provocare un incendio e distruggere alcuni documenti top secret.
- Altri interpreti: Howard Duff (Harry Thornton)

## Benvenuto in America signor Brand
- Titolo originale: Welcome to America, Mr. Brand
- Diretto da: Winrich Kolbe
- Scritto da: Eugenie Ross-Leming e Brad Buckner

### Trama
Un goffo ragioniere inglese riesce, con l'aiuto di Amanda, a individuare e fermare un agente del KGB doppiogiochista durante una conferenza dell'ONU.

## L'uva acerba
- Titolo originale: Sour Grapes
- Diretto da: Winrich Kolbe
- Scritto da: Eugenie Ross-Leming e Brad Buckner

### Trama
Lee e Amanda indagano sulla morte, probabilmente causata da una fatale overdose di droga, di tre alti funzionari governativi..

## Nuova utopia
- Titolo originale: Utopia Now
- Diretto da: Burt Brinckerhoff
- Scritto da: Eugenie Ross-Leming e Brad Buckner

### Trama
Amanda e Lee devono rintracciare un agente del Dipartimento scomparso in Virginia. Le ricerche li portano in una comune chiamata "Nuova Utopia", guidata da un pazzo che vuole sovvertire il sistema americano. Lee e Amanda vengono fatti prigionieri, ma riescono a fuggire e a nascondersi nelle paludi, incatenati uno all'altra.

## Mani in alto
- Titolo originale: Reach for the Sky
- Diretto da: James Frawley
- Scritto da: Eugenie Ross-Leming e Brad Buckner

### Trama
Nonostante Lee non sia d'accordo, Billy tenta di dimostrare come la morte di un suo amico sia connessa al trasferimento internazionale di denaro.

## Il fantasma di J. Edgard
- Titolo originale: J. Edgar's Ghost
- Diretto da: Winrich Kolbe
- Scritto da: Eugenie Ross-Leming e Brad Buckner

### Trama
Amanda e Lee vengono coinvolti nella ricerca di un uomo che vuole impossessarsi di un vecchio dossier contenente i segreti di illustri esponenti politici.

## Fuga per la libertà
- Titolo originale: Flight to Freedom
- Diretto da: James Fargo
- Scritto da: Eugenie Ross-Leming e Brad Buckner

### Trama
Una giornalista crede che il suo fidanzato sia ancora in vita nonostante sia stato coinvolto in un agguato in America Latina, e chiede l'aiuto di Lee e Amanda.

## Il capro espiatorio
- Titolo originale: The Wrong Way Home
- Diretto da: Winrich Kolbe e Harvey S. Laidman
- Scritto da: Eugenie Ross-Leming e Brad Buckner

### Trama
L'ex marito di Amanda, Joe King, riesce a scampare all'attentato al primo ministro di uno stato africano e a tornare negli Stati Uniti, dove iniziano le indagini sul caso.

## Doppia salsa mortale
- Titolo originale: Fast Food for Thought
- Diretto da: Ron Satlof
- Scritto da: Eugenie Ross-Leming e Brad Buckner

### Trama
Amanda e Lee devono rintracciare il dinamitardo che ha avvelenato la salsa di un hamburger che sta per essere lanciato sul mercato, e ora chiede un riscatto.

## Un orso balla, un altro no
- Titolo originale: One Bear Dances, One Bear Doesn't
- Diretto da: Sigmund Neufeld Jr.
- Scritto da: Eugenie Ross-Leming e Brad Buckner

### Trama
Dotty fa amicizia con uno scienziato russo che si è trasferito nel quartiere di Amanda: rimarrà coinvolta in una storia di amore e rapimento.

## Una partita pericolosa
- Titolo originale: Playing for Keeps
- Diretto da: Harvey S. Laidman
- Scritto da: Eugenie Ross-Leming e Brad Buckner

### Trama
Una ricca ragazza giocatrice professionista di tennis deve essere protetta da comunisti che cercano di farle del male per colpire il padre, un uomo d'affari.

## Codice Piramide
- Titolo originale: The Pharaoh's Engineer
- Diretto da: Kate Jackson
- Scritto da: Eugenie Ross-Leming e Brad Buckner

### Trama
Lee e Amanda devono scoprire chi minaccia di compiere un attentato in un palazzo governativo di Washington e come questo sia collegato a misteriose sparizioni di anziani ospiti di una casa di riposo per ex-agenti.

## Il triumvirato
- Titolo originale: The Triumvirate
- Diretto da: James Fargo
- Scritto da: Eugenie Ross-Leming e Brad Buckner

### Trama
Mentre Amanda riceve un misterioso assegno da centomila dollari, una spia sovietica viene assassinata. Scoprirà, insieme a Lee, che i due avvenimenti sono collegati.

## A me gli occhi
- Titolo originale: The Eyes Have It
- Diretto da: Harvey S. Laidman
- Scritto da: Eugenie Ross-Leming e Brad Buckner

### Trama
Lee Stetson riesce a recuperare un elenco dei suoi collaboratori "civili" inciso su un paio di lenti a contatto, ma, al suo rientro a Washington, viene aggredito e finisce in ospedale in gravi condizioni.

## Spia contro spia
- Titolo originale: Wrong Number
- Diretto da: Burt Brinckerhoff
- Scritto da: Eugenie Ross-Leming e Brad Buckner

### Trama
Un mite professore viene sospettato di essere una spia russa e, quando ci si trova a dover scambiare qualcuno per recuperare un agente americano, si pensa proprio a lui.

## Il principe ereditario
- Titolo originale: The Boy Who Could Be King
- Diretto da: Sidney Hayers
- Scritto da: Eugenie Ross-Leming e Brad Buckner

### Trama
Un eccentrico re morente arriva negli Stati Uniti in cerca del figlio a lungo perduto, mentre qualcuno cerca di ucciderlo per ottenere il controllo del suo paese.

## I morti non lasciano tracce
- Titolo originale: Dead Men Leave No Trails
- Diretto da: Harvey S. Laidman
- Scritto da: Eugenie Ross-Leming e Brad Buckner

### Trama
Amanda viene tamponata da un uomo che si dichiara disposto a pagarla per evitare denunce. Amanda riconosce nell'uomo un noto terrorista creduto morto.

## Tre piccole spie
- Titolo originale: Three Little Spies
- Diretto da: Oz Scott
- Scritto da: Eugenie Ross-Leming e Brad Buckner

### Trama
Lee e Amanda sono assegnati a un caso internazionale. I due dovranno collaborare con una spia cinese e una sovietica e le rispettive aiutanti in giro per l'America.

## Intrigo sul palcoscenico
- Titolo originale: 'All the World's a Stage
- Diretto da: Sidney Hayers
- Scritto da: Eugenie Ross-Leming e Brad Buckner

### Trama
Lee e Amanda indagano su un russo del KGB che sta manipolando un drammaturgo per arrivare a una scienziata e al suo laser spaziale. Amanda dovrà recitare sul palco.